# Dwór w Wojciechowie Wielkim
Dwór w Wojciechowie Wielkim – obiekt wybudowany w miejscowości Wojciechowo Wielkie.
Parterowy dwór wybudowany w stylu neogotyckim, kryty dachem dwuspadowym. Od frontu piętrowy ryzalit ozdobiony attyką i sterczynami. Attykę mają również ściany boczne skrzydeł i ściany frontowe dobudówek skrzydeł. 
Zespół dworski składa się z dworu, z 1869 r. i parku z drugiej połowy XIX w.